# 薩默斯鎮區 (堪薩斯州托馬斯縣)
薩默斯鎮區（英語：Summers Township）為美國堪薩斯州托馬斯縣轄下的鎮區。2010年美国人口普查中該鎮區人口有189人。

## 地理
薩默斯鎮區涵蓋總面積為373.38平方（144.16平方英里），其中373.37平方（144.16平方英里）為陸地，0.01平方（0.0039平方英里）或0.003%為水域。海拔高度973（3,192英尺）。

## 人口統計
根據2010年美國人口普查，薩默斯鎮區人口有189人，住房72戶，人口密度為0.51人/每平方公里。此鎮區居民之種族中，白人有181人，非裔美國人有0人，美洲原住民有0人，亞裔美國人有2人，太平洋島裔美國人有0人，其他種族有0人，混血種族則有6人。此外此鎮區有0人為西班牙裔或拉丁裔美國人。

## 交通

### 主要公路
- 70號州際公路
- 25號堪薩斯州州道